# Dolbeau-Mistassini
Dolbeau-Mistassini – miasto w Kanadzie, w prowincji Quebec, w regionie Saguenay–Lac-Saint-Jean i MRC Maria-Chapdelaine. Miasto położone jest u ujścia rzek Mistassibi i Rivière aux Rats do rzeki Mistassini, obejmuje również obszar ujścia Mistassini do jeziora Saint-Jean. Powstało w 1997 roku poprzez połączenie miast Dolbeau i Mistassini. Dolbeau-Mistassini znane jest jako światowa stolica borówki niskiej.
Liczba mieszkańców Dolbeau-Mistassini wynosi 14 546. Język francuski jest językiem ojczystym dla 98,9%, angielski dla 0,5% mieszkańców (2006).